# Juan Pablo Sutherland
Juan Pablo Sutherland Poblete (Santiago de Chile, 5 de julio de 1967) es un escritor y activista LGBT chileno, reconocido por su narrativa enfocada en la diversidad sexual en Chile.

## Biografía
Estudió Comunicación Social y en 2011 realizó un magíster en Estudios Culturales en la Universidad Arcis, casa de estudios en la que también se desempeñó como profesor en la Licenciatura en Literatura Latinoamericana. Desde 2008 fue profesor del curso «Enfoques críticos en literatura, estudios queer, tecnologías del género y de la cultura» en el Magíster de Género de la Facultad de Ciencias Sociales de la Universidad de Chile. Desde el 2019 es académico de la carrera de Licenciatura en Lengua y Literatura de la Escuela de Humanidades de la Facultad de Ciencias Sociales en la Universidad Academia de Humanismo Cristiano (Santiago de Chile).

### Carrera literaria
Ha formado parte de los talleres literarios de diferentes autores chilenos, como por ejemplo Antonio Skármeta, Marco Antonio de la Parra y Poli Délano. Sus primeros cuentos aparecieron publicados en las compilaciones «Cuentistas Taller Artecien» (1990) y «Santiago Pena Capital» (1991).
En 1993 obtuvo financiamiento del Fondo Nacional de Desarrollo Cultural y las Artes (Fondart) para escribir su primera obra, titulada Ángeles negros, publicada al año siguiente por la Editorial Planeta. El texto generó controversia en la sociedad chilena de la época debido al contenido explícito y la descripción de los encuentros homosexuales señalados en el libro; el autor mencionaba los lugares donde se reunían homosexuales principalmente en Santiago, como el Parque Forestal, la discoteca Quásar y fiestas con temáticas LGBT. Dada aquella situación también se cuestionó, por parte de personas conservadoras de la época, el hecho de que un libro con temática homosexual y contenido sexual fuera financiado con dineros públicos, ante lo cual Sutherland acusó un intento de censura.
En 2002 publicó A corazón abierto: geografía literaria de la homosexualidad en Chile, recopilación de textos literarios chilenos que abordan la diversidad sexual desde los años 1920. En el libro se abordan textos de José Donoso, Joaquín Edwards Bello, Benjamín Subercaseaux, Armando Méndez, Jorge Marchant, María Carolina Geel, María Elena Gertner, Marta Brunet, Ramón Griffero, Pedro Lemebel, Mauricio Wacquez, Nelson Pedrero, Francisco Casas, René Arcos, Carlos Iturra, Enrique Lihn y Pablo Simonetti, entre otros; también se incluyen cartas del diario íntimo de Luis Oyarzún y cartas del crítico literario Hernán Díaz Arrieta. Sutherland también tenía planificado incluir textos de Gabriela Mistral y Enrique Lafourcade, sin embargo se encontró con la negativa por parte de la fundación que resguarda las obras de la Premio Nobel de Literatura, y con la oposición del propio Lafourcade.
En 2010 fue invitado por varias instituciones educativas de Estados Unidos (Universidad de Pittsburgh, Universidad de Texas en Austin y Universidad de Harvard) para exponer su trabajo crítico.

### Activismo LGBT
Sutherland fue uno de los miembros del Movimiento de Liberación Homosexual —fundado en 1991 y que en 1998 se fusionaría dentro del Movimiento Unificado de Minorías Sexuales (MUMS)— y fue uno de sus voceros, participando de la primera conferencia de prensa que realizó el colectivo el 28 de febrero de 1993. Participó en el programa Triángulo abierto, espacio iniciado el 15 de junio de 1993 en Radio Tierra y conducido por Víctor Hugo Robles y Soledad Suit, y que se convirtió en el primer programa radial destinado exclusivamente a la población LGBT; también se desempeñó como productor del mismo programa. En 1997 fue invitado por el Ayuntamiento de Barcelona y el Front d'Alliberament Gai de Catalunya para participar en el seminario «Gai i Lesbià a les portes del Segle XXI».
Posterior a la reorganización del movimiento LGBT chileno, en 1998 fue uno de los miembros del consejo directivo del Movimiento Unificado de Minorías Sexuales (MUMS). Como parte de dicho cargo, fue uno de los organizadores del «Mes de la Patria Gay» en septiembre de 2000 que buscaba generar una nueva fecha de conmemoración del orgullo LGBT chileno, a diferencia de la celebración del 28 de junio que era defendida por el Movimiento de Integración y Liberación Homosexual (Movilh).

## Obras publicadas
- Ángeles negros, Planeta, Santiago, 1994.
- Santo Roto, LOM, Santiago, 1999.[21]
- A corazón abierto: geografía literaria de la homosexualidad en Chile, Editorial Sudamericana, 2001.
- Nación Marica: Prácticas culturales y crítica activista, Ripio Ediciones, 2009.[22]
- Se te nota, Editorial Los Perros Románticos, Santiago, 2018.[23]
- Papelucho gay en dictadura, Alquimia, Santiago, 2019.[24]
- Grindermanías. Del ligue urbano al sexo virtual, Alquimia, Santiago, 2021.[25]
- Lemebel sin lemebel', Alquimia, Santiago, 2024.[26]